# Aceguá
Aceguá (aparținând Rio Grande do Sul) este un oraș în Brazilia.